# Гаро Балтаян
Гаро Саркис Балтаян е български цигулар, музикален педагог и общественик от арменски произход.

## Биография
Роден е на 31 май 1934 г. в Пловдив. През есента на 1945 г. постъпва в Детската музикална школа на новооснованото Музикално училище в класа по цигулка на основателя му и първи директор Трендафил Миланов и по солфеж – на Иван Пеев. По покана на главния диригент на Пловдивската филхармония Руслан Райчев е включен в състава ѝ за участието в Първия национален преглед на симфоничните оркестри, проведен през 1952 г. в София. От 1954 г. е студент в Националната музикална академия „Панчо Владигеров“. Взема участие във Втория национален преглед на симфоничните оркестри, през 1954 г. в София, по покана на главния диригент Добрин Петков. Учи при проф. Леон Суружон и главен асистент Радка Данева, по камерна музика – на проф. Тодор Въжаров и доц. Катя Казанджиева, а по хармония – на проф. Александър Райчев. Дипломира се през 1959 г. и се започва работа като преподавател по цигулка в пловдивското музикално училище след спечелен конкурс. През 1960 г. е поканен за член на международното жури, оценяващо художествените резултати, на IV фестивал JAF (млади французи с арменски произход) в Париж. Тогава патрон на фестивала е композиторът Арам Хачатурян.
В продължение на около 40 години е организационен секретар на Инспектората за школите по изкуствата към Министерството на културата за Южна България. По негова инициатива на 4 юни 1991 г. в Пловдив е учредено гражданското сдружение „Арменска култура и изкуство“, на което е избран за председател. На 15 май 2003 г. в София, по негова инициатива, се създава Междурегионална обществена комисия за духовното стимулиране и единение на България, целяща създаването на благоприятни условия за развиване и утвърждаване на духовния и културен потенциал на арменската общност в международен мащаб.
През 2009 г., по повод 75-годишнината му и 50 години музикално-педагогическа и обществена дейност, ръководството на Националната музикална академия организира тържествено юбилейно честване-концерт с негови и на студентите му изпълнения.
На 26 ноември 1967 г. се жени за Арсине Чакарян, кумове са им Райна и Никола Гюзелеви.